# O mie de lei (monedă românească)
O mie de lei a fost o monedă a leului românesc. Realizată dintr-un aliaj din aluminiu și magneziu, aceasta a fost pusă în circulație la 23 octombrie 2000 și a marcat una dintre ultimele emisiuni monetare ale României înainte de Denominarea din 2005, care a condus la retragerea sa din uz la 31 decembrie 2006.

## Istorie
Valoarea nominală de 1000 de lei a fost introdusă pentru prima dată în 1881, sub formă de bancnotă.
În Monitorul Oficial nr. 137 din 17 iunie 1946 a fost publicat Înaltul Decret Regal nr. 1.814, privind introducerea în circulație a monedelor de 500, 1000 și 2000 de lei. Aceasta urma sa aibă designul și compoziția identice cu cele ale monedei de 500 de lei din 1946, iar rondelele pentru acestea urmau să fie realizate la uzinele Metrom și Laromet. Alegerea aluminiului ca metal pentru baterea monedelor de 500 și 1000 de lei a fost decisă pentru a descuraja tezaurizarea de către populație ale acestora, precum în cazul monedelor de 200 și 500 de lei, emisiunea 1945, realizate din aliaje de cupru. Plafonul emisiunii monedei de 1000 de lei a fost fixat la un total de 20 de miliarde de lei, adică 20.000.000 de bucăți. Deși, inițial, a fost anunțată punerea în circulație a monedelor în luna iulie, aceasta nu a mai emisă nici după introducerea piesei de 500 de lei la 1 august 1946 și este considerată probă monetară.

### 1000 lei 2000-2004

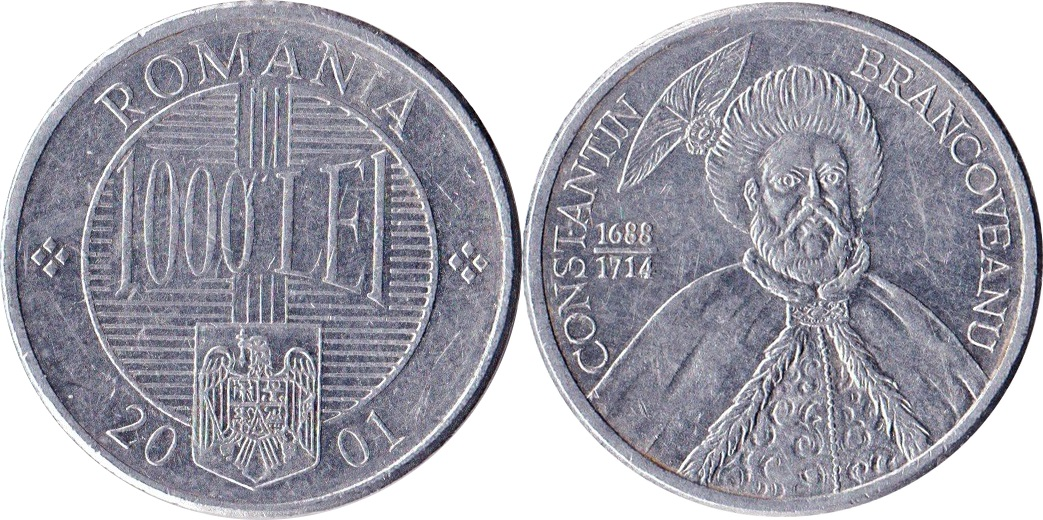
Monedă de 1000 de lei din 2001

Prima monedă cu valoarea nominală de 1000 de lei a fost introdusă la 23 octombrie 2000 și a circulat în paralel cu bancnota de 1000 de lei emisă în 1998. Aceasta era realizată dintr-un aliaj de aluminiu-magneziu, avea un diametru de 22,2 mm, o grosime de 2,15 mm și o greutate de 2 grame. Aversul prezenta valoarea nominală, 1000 LEI, gravată pe un singur rând, într-un sector circular cu striații paralele orizontale. În zona centrală, sectorul era intersectat de o bandă cu cinci striații verticale. Stema României era redată în partea de jos, suprapusă parțial peste sectorul circular, iar anul de emitere era amplasat de-o parte și de alta a stemei. Inscripția ROMANIA era poziționată în partea superioară, urmând circumferința monedei, iar suprafața circulară exterioară era decorată simetric cu două grupuri de câte patru puncte romboidale dispuse cruciform. Reversul prezenta efigia domnitorului Constantin Brâncoveanu în zona centrală, însoțit de inscripția CONSTANTIN BRANCOVEANU amplasată pe circumferință, de o parte și de alta a portretului. În stânga acestuia erau înscriși anii 1688-1714, reprezentând perioada domniei domnitorului. Muchia era prevăzută cu 8 grupuri de câte 5 zimți, separate de spații netede, pentru a facilita recunoașterea monedei de către nevăzători. Aceasta a fost emisă anual, până în 2004, inclusiv, și a fost emisă și la calitate proof, în seturi de monetărie, în 2000, cu un tiraj de 4.500 de bucăți, 2002 cu 1.500 de bucăți și 2003 și 2004 cu câte 2000 de bucăți. După Denominarea din 2005 a circulat în paralel cu noile monede ale leului greu și a fost retrasă din uz la 31 decembrie 2006, fiind înlocuită de moneda de 10 bani.